# Sixième flotte des États-Unis
Pour les articles homonymes, voir 6e flotte.
La sixième flotte des États-Unis (en anglais: United States Sixth Fleet) est une unité opérationnelle de l'US Navy opérant dans la mer Méditerranée. Elle se compose au début du XXIe siècle d'environ 40 navires, 175 avions et 21 000 personnes. Le quartier général de la sixième flotte est le navire de commandement USS Mount Whitney (LCC-20) dont le port d'attache est Gaète (Italie).
La sixième flotte dépend du commandement Naval Forces Europe.

## Historique

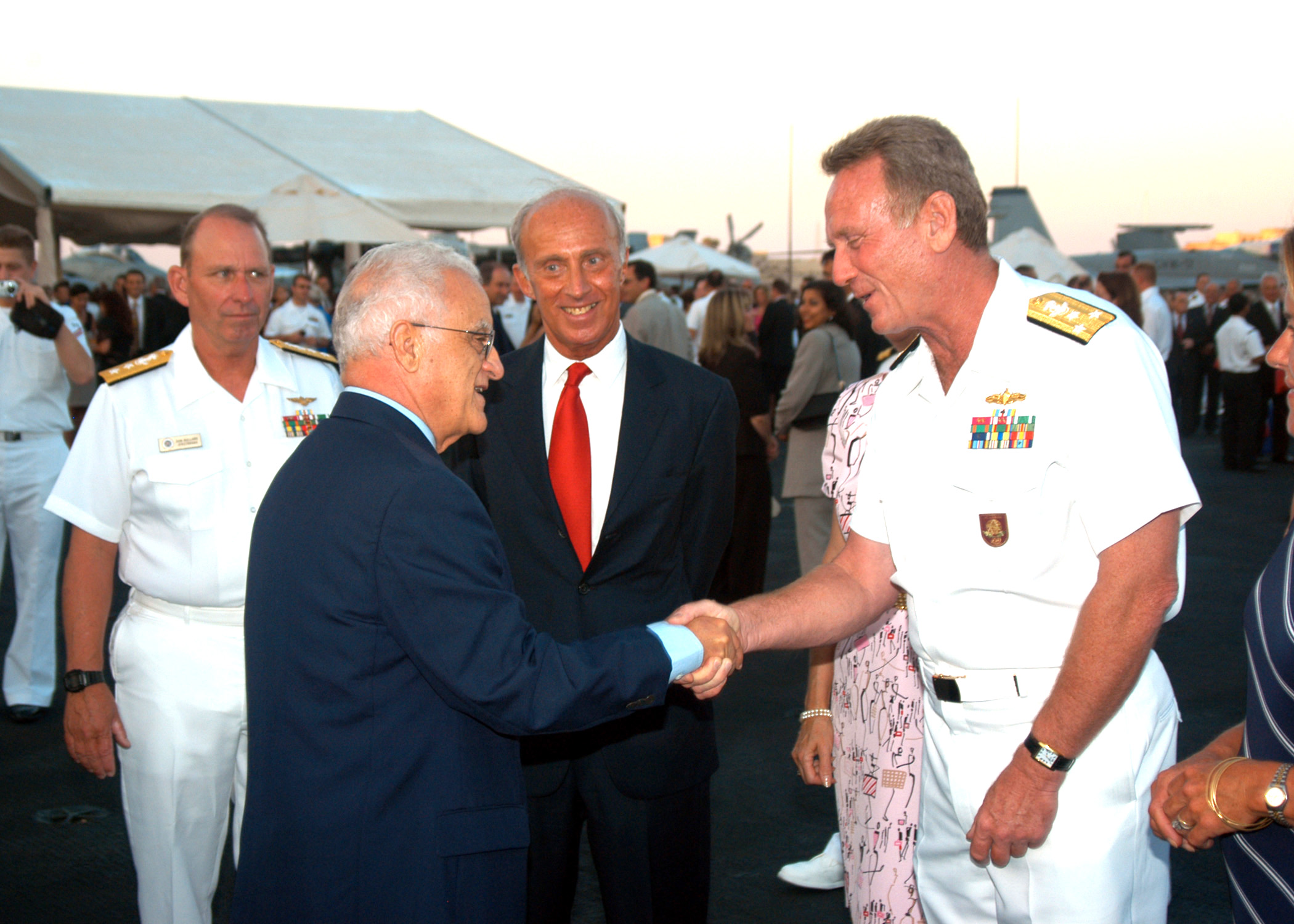
Rencontre entre le vice-amiral Henry Ulrich, commandant la 6e flotte, avec le Président maltais Edward Fenech-Adami en 2004.

Elle est la lointaine descendante du Mediterranean Squadron déployé après la guerre de Tripoli (1801-1805), celle-ci fut renommée en European Squadron en 1865.
En 1917, à la suite de l'entrée des États-Unis dans la Première Guerre mondiale, l’United States Naval Forces Operating in European Waters fut créée, celle-ci fut transformée en Naval Forces, Europe en 1922 et participera sous ce nom à la Seconde Guerre mondiale, celui fut renommé en l'actuel United States Naval Forces Europe dépendant de l'United States European Command.
En 1946, une petite escadre composée entre autres du cuirassé USS Missouri, la Sixth Task Fleet de la U.S. Naval Forces, Eastern Atlantic and Mediterranean fut déployée en Méditerranée orientale pour contrer les menées de l'Union soviétique dans la région en ce tout début de guerre froide et en 1950 la Sixième flotte fut créé sous son nom actuel.
Son port d'attache fut la Rade de Villefranche près de Nice, entre 1945 et 1966.
Le 20 janvier 1967, à la suite du retrait de la France du commandement intégré de l'OTAN, et le retrait des troupes de l'OTAN de France, le port d'attache de la flotte est déplacé à Gaète en Italie.
Pendant la guerre froide, plusieurs confrontations opposent la flotte à la 5e escadre opérationnelle de la marine soviétique, notamment durant la guerre du Kippour en 1973.
La sixième Flotte a fourni une assistance militaire, logistique et humanitaire pour soutenir les opérations de l'OTAN au Kosovo (opération Allied Force) en 1999.
Au début du XXIe siècle, son format et son positionnement géographique sont remis en question.
Elle conduit des exercices avec la plupart des pays riverains de la Méditerranée.
En mars 2011, elle participe aux opérations contre la Libye de Mouammar Kadhafi conformément à la résolution 1973 du Conseil de sécurité des Nations unies.
Aujourd'hui, elle couvre environ 25 millions de km2 et comprend le Golfe persique, la Mer Rouge, le Golfe d'Oman et certaines parties de l'Océan Indien. Ses forces comprennent plus de 20 navires,1000 personnes à terre et 15000 sur mer.

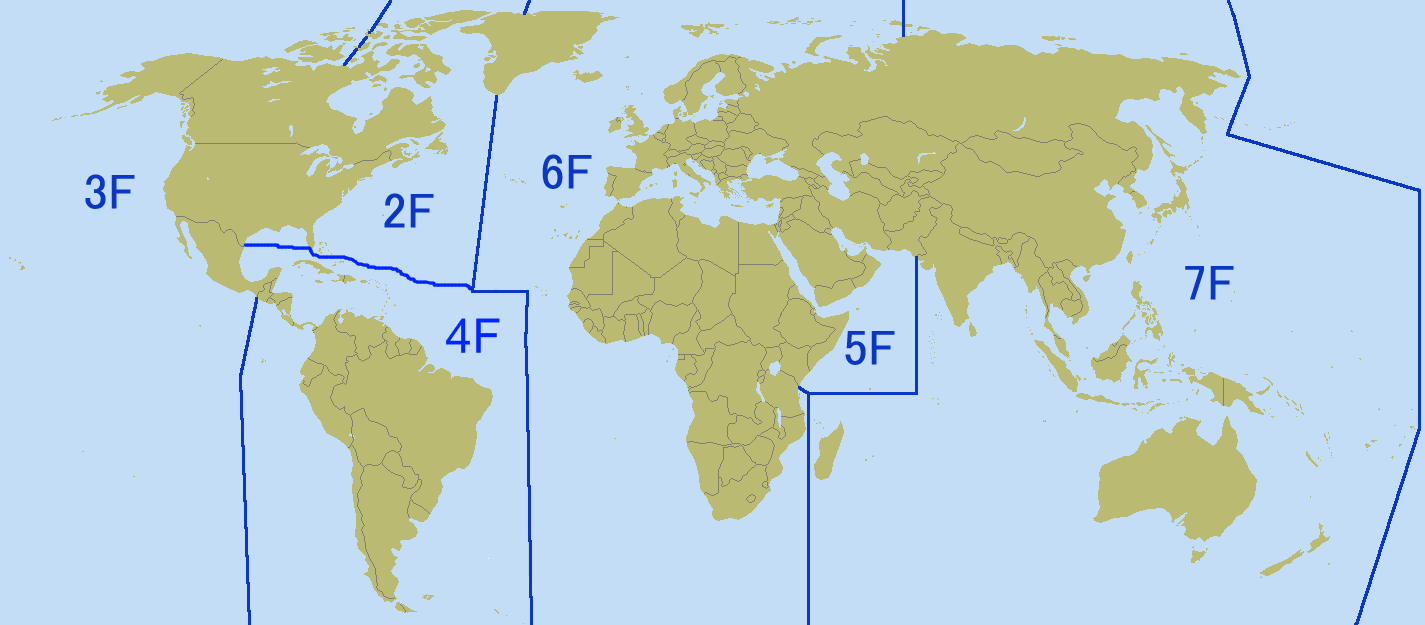
Zone de responsabilité des flottes américaines depuis 2008.